# 9. Turniej Czterech Skoczni
9. Turniej Czterech Skoczni rozgrywany był od 29 grudnia 1960 do 8 stycznia 1961.
Turniej wygrał  Helmut Recknagel.

## Oberstdorf
Data: 29 grudnia 1960

Państwo:  RFN

Skocznia: Schattenbergschanze

### Wyniki konkursu
| Poz. | Imię i nazwisko    | Narodowość | Punkty |
| ---- | ------------------ | ---------- | ------ |
| 1.   | Juhani Kärkinen    | Finlandia  | 227,0  |
| 2.   | Kjell Sjöberg      | Szwecja    | 223,0  |
| 3.   | Kalevi Kärkinen    | Finlandia  | 220,0  |
| 3.   | Otto Leodolter     | Austria    | 220,0  |
| 5.   | Koba Cakadze       | ZSRR       | 218,0  |
| 6.   | Helmut Recknagel   | NRD        | 217,0  |
| 7.   | Veit Kürth         | NRD        | 215,0  |
| 8.   | Nikołaj Szamow     | ZSRR       | 213,5  |
| 9.   | Walter Habersatter | Austria    | 212,5  |
| 10.  | Ole Tom Nord       | Norwegia   | 211,0  |

## Garmisch-Partenkirchen
Data: 1 stycznia 1961

Państwo:  RFN

Skocznia: Große Olympiaschanze

### Wyniki konkursu
| Poz. | Imię i nazwisko   | Narodowość | Punkty |
| ---- | ----------------- | ---------- | ------ |
| 1.   | Koba Cakadze      | ZSRR       | 220,5  |
| 2.   | Helmut Recknagel  | NRD        | 218,0  |
| 3.   | Nilo Zandanel     | Włochy     | 217,0  |
| 4.   | Otto Leodolter    | Austria    | 215,0  |
| 5.   | Nikołaj Kamienski | ZSRR       | 214,0  |
| 6.   | Kjell Sjöberg     | Szwecja    | 213,5  |
| 7.   | Juhani Kärkinen   | Finlandia  | 213,0  |
| 8.   | Jurij Subarew     | ZSRR       | 212,0  |
| 9.   | Kurt Schramm      | NRD        | 209,5  |
| 9.   | Nikołaj Szamow    | ZSRR       | 209,5  |

## Innsbruck
Data: 6 stycznia 1961

Państwo:  Austria

Skocznia: Bergisel

### Wyniki konkursu
| Poz. | Imię i nazwisko    | Narodowość | Punkty |
| ---- | ------------------ | ---------- | ------ |
| 1.   | Kalevi Kärkinen    | Finlandia  | 218,5  |
| 2.   | Helmut Recknagel   | NRD        | 217,6  |
| 3.   | Otto Leodolter     | Austria    | 213,4  |
| 4.   | Olaf Solli         | Norwegia   | 212,2  |
| 5.   | Veikko Kankkonen   | Finlandia  | 211,6  |
| 6.   | Wolfgang Happle    | RFN        | 211,0  |
| 7.   | Nikołaj Kamienski  | ZSRR       | 210,4  |
| 8.   | Helmut Wegscheider | RFN        | 209,2  |
| 9.   | Albin Plank        | Austria    | 207,7  |
| 10.  | Kjell Sjöberg      | Szwecja    | 207,0  |

## Bischofshofen
Data: 8 stycznia 1961

Państwo:  Austria

Skocznia: Paul-Ausserleitner-Schanze

### Wyniki konkursu
| Poz. | Imię i nazwisko  | Narodowość | Punkty |
| ---- | ---------------- | ---------- | ------ |
| 1.   | Helmut Recknagel | NRD        | 229,1  |
| 2.   | Otto Leodolter   | Austria    | 225,6  |
| 3.   | Kalevi Kärkinen  | Finlandia  | 221,1  |
| 4.   | Nikołaj Szamow   | ZSRR       | 219,3  |
| 5.   | Wolfgang Happle  | RFN        | 212,8  |
| 6.   | Olaf Solli       | Norwegia   | 211,8  |
| 7.   | Nilo Zandanel    | Włochy     | 210,0  |
| 8.   | Kurt Schramm     | NRD        | 209,7  |
| 9.   | Dino de Zordo    | Włochy     | 208,7  |
| 10.  | Koba Cakadze     | ZSRR       | 207,7  |

## Klasyfikacja generalna
| Poz. | Skoczek          | Kraj      | Punkty |
| ---- | ---------------- | --------- | ------ |
| 1.   | Helmut Recknagel | NRD       | 881,7  |
| 2.   | Otto Leodolter   | Austria   | 874,0  |
| 3.   | Kalevi Kärkinen  | Finlandia | 862,1  |
| 4.   | Koba Cakadze     | ZSRR      | 851,9  |
| 5.   | Juhani Kärkinen  | Finlandia | 850,7  |
| 6.   | Kjell Sjöberg    | Szwecja   | 848,2  |
| 7.   | Olaf Solli       | Norwegia  | 839,6  |
| 8.   | Nilo Zandanel    | Włochy    | 829,5  |
| 9.   | Nikołaj Szamow   | ZSRR      | 827,4  |
| 10.  | Wolfgang Happle  | RFN       | 826,8  |